# Comté de Berga
Le comté de Berga comprenait l'actuelle comarque de Berguedà, sans la Vall de Lillet.

## Origine
Son origine remonte à l'ancien pagus de Berga, une démarcation existant sûrement au temps des Wisigoths et des romains,  qui coïncidait déjà avec le territoire de l'antique tribu ibère des bergistans ou bergussis. Au début, le pagus de Berga faisait partie du comté de Cerdagne.
L'expansion du comté de Cerdagne va faire que ce comté avait débordé, durant le IXe siècle, la barrière montagneuse de la serra del Cadí, la Tosa d'Alp, le Puigllançada et le Mogrony. Au début du Xe siècle, les comtes de Cerdagne organisèrent le pagus de Berga en comté, en y nommant un vicomte en 905. En 1035, le comté de Berga avait une frontière avec les territoires arabes: la marche de Berga, c’est-à-dire le secteur de la Segarra conquis par les comtes de Cerdagne durant le XIe siècle, qui comprenait une frange étroite formée par Castellfollit de Riubregós, el Portell, Pujalt, Ferran, Gàver et les Oluges, pour finir près de Tàrrega, frange limitée au nord et au sud par les comtés d'Urgell et d'Osona. En 1058, le comte Ramon Guifré de Cerdagne concéda au comte de Barcelone le droit d'étendre sa domination sur la marche, au-delà des Oluges.

## La fin du comté
En 1117, après la mort sans descendance du comte Bernat Guillem, la maison comtale de Cerdagne s'éteint. Alors, ses domaines -le comté de Cerdagne, le comté de Berga et le comté de Conflent- passent au comte Ramon Berenguer III de Barcelone, cousin germain de Bernat Guillem.
Le comté de Berga et d'autres comtés font une union avec des lois unifiées en un parlement et sénat au sein de la Principauté de Catalogne.

## Comtes de Berga
- Oliba Ier (l'abbé Oliba) (988-1002)
- Guifred II de Cerdagne (1002-1035)
- Bernat I de Berga (1035-1050)
- Berenger de Berga (1050)
- Raymond de Cerdagne (1050-1068)
- Guillaume-Raymond de Cerdagne (1068-1094)
- Bernard II de Berga (1094-1117) et Bernard Ier de Cerdagne (1109-1117)
- Comtes de Barcelone, après 1117